# تور دوچرخه‌سواری کاتالونیا
تور دوچرخه‌سواری کاتالونیا (انگلیسی: Tour of Catalonia) یک تور دوچرخه‌سواری جاده در اسپانیا است.
این تور از سال ۱۹۱۱ هر سال در ایالت کاتالونیا برگزار می‌شود.

## قهرمانی بر پایه کشور
| قهرمانی | کشور                                                 |
| ------- | ---------------------------------------------------- |
| ۵۸      | اسپانیا                                              |
| ۱۱      | فرانسه                                               |
| ۱۰      | ایتالیا                                              |
| ۳       | بلژیک، کلمبیا، جمهوری ایرلند                         |
| ۲       | سوئیس                                                |
| ۱       | استرالیا، لوکزامبورگ، هلند، روسیه، اوکراین، بریتانیا |